# Paul Thomas (bassist)
 Der er for få eller ingen kildehenvisninger i denne artikel, hvilket er et problem. Du kan hjælpe ved at angive troværdige kilder til de påstande, som fremføres i artiklen.

 For alternative betydninger, se Paul Thomas. (Se også artikler, som begynder med Paul Thomas)
Paul Anthony Thomas (født 5. oktober, 1980 i Waldorf, Maryland) er en amerikansk musiker bedst kendt for at være basguitarist i pop punk-bandet Good Charlotte.